# Còmics de La guerra de les galàxies
Els còmics de La guerra de les galàxies han estat produïts per diverses editorials de còmics des de l'estrena de la pel·lícula de 1977 Star Wars. Marvel Comics va llançar la seva sèrie original el 1977, començant amb una adaptació al còmic de sis números de la pel·lícula i amb 107 números, inclosa una adaptació de L'Imperi contraataca. Marvel també va llançar una adaptació de El retorn del Jedi i sèries derivades basades en Droids i Ewoks. Una tira còmica homònima va aparèixer als diaris nord-americans entre 1979 i 1984. Blackthorne Publishing va publicar una sèrie de tres números de còmics en 3D de 1987 a 1988.
Dark Horse Comics va publicar la sèrie limitada Dark Empire el 1991 i, finalment, va produir més de 100 títols de Star Wars, inclosos Tales of the Jedi (1993–1998), X-wing: Rogue Squadron (1995–1998), Republic (1998–2006), Tales (1999–2005), Empire (2002–2006), Knights of the Old Republic (2006–2010) i Legacy (2006–2010), així com adaptacions al manga de la trilogia cinematogràfica original i la precuela de 1999 The Phantom Menace.
The Walt Disney Company va adquirir Marvel el 2009 i Lucasfilm el 2012, i la llicència de còmics de Star Wars va tornar a Marvel el 2015. Es van llançar diverses sèries noves, com ara Star Wars, Star Wars: Darth Vader i Doctor Aphra. El 2017, IDW Publishing va llançar la sèrie d'antologia Star Wars Adventures. El 4 de maig de 2022, el còmic número 1 de Star Wars es va publicar a la plataforma de col·leccionisme NFT VEVE. El 2022, Dark Horse va reprendre la publicació de nous còmics i novel·les gràfiques de La guerra de les galàxies.

## Visió general
La sèrie original de Marvel Comics va començar el 1977 amb una adaptació al còmic de sis números de la pel·lícula original i va durar 107 números i tres Annuals fins al 1986, amb històries ambientades entre les pel·lícules originals de la trilogia, així com adaptacions de The Empire Strikes Back. i El retorn del Jedi. De 1985 a 1987, Marvel va publicar dues sèries de curta durada basades en les sèries d'animació de Star Wars Droids i Ewoks. Breument, els drets de publicació van ser a Blackthorne Publishing, que va publicar una sèrie de còmics en 3-D de tres números de 1987 a 1988. Aleshores, tres anys més tard, els drets per publicar còmics de Star Wars van ser adquirits per Dark Horse Comics, que va publicar la sèrie limitada Dark Empire el 1991 i, finalment, va produir més de 100 títols de Star Wars fins al 2014.
Després de l'adquisició de Lucasfilm a l'octubre de 2012 per The Walt Disney Company, el gener de 2014, es va anunciar que la llicència de còmics de Star Wars tornaria a Marvel Comics el 2015 (Disney havia comprat prèviament Marvel Entertainment i Marvel Comics el 2009). L'abril de 2014, Lucasfilm va canviar el nom de la majoria de l'Univers Expandit de Star Wars com a Llegendes, només mantenint com a cànon la saga cinematogràfica de Skywalker i la sèrie de cinema i televisió de 2008 Clone Wars. La majoria dels mitjans publicats des de llavors es consideren part del mateix cànon, inclosos els còmics.

### Marvel Comics (1977–1987)
| Marvel (1977–1987)                      | Marvel (1977–1987)            |
| --------------------------------------- | ----------------------------- |
| Star Wars #1–107                        | Abril 1977 – maig 1986        |
| Star Wars Annual #1–3                   | Desembre 1979 – desembre 1983 |
| Marvel Illustrated Books Star Wars #1–2 | Novembre 1981 – octubre 1982  |
| Star Wars: Return of the Jedi #1–4      | Octubre 1983 – gener 1984     |
| Star Wars: Ewoks #1–14                  | Maig 1985 – juliol 1987       |
| Star Wars: Droids #1–8                  | Abril 1986 – juny 1987        |

El supervisor de publicitat de Lucasfilm, Charles Lippincott, es va acostar a l'editor Stan Lee a Marvel Comics el 1975 per publicar un còmic de Star Wars abans de l'estrena de la pel·lícula. Lee inicialment es va negar a considerar aquesta proposta fins que la pel·lícula es va completar, i només es va convèncer del contrari en una segona reunió organitzada per Roy Thomas, que volia publicar la sèrie. Com que els còmics relacionats amb les pel·lícules poques vegades es venien bé en aquell moment, Lee va negociar un acord de publicació que no donava drets d'autor a Lucasfilm fins que les vendes superessin les 100.000. Thomas i l'artista Howard Chaykin van adaptar els esdeveniments de la pel·lícula original als números 1–6 de Star Wars, amb el primer número llançat a la venda el 12 d'abril de 1977. Segons l'antic editor en cap de Marvel, Jim Shooter, les fortes vendes de còmics de Star Wars van salvar econòmicament Marvel el 1977 i el 1978.
| «             | (anglès) The first two issues of our six issue adaptation came out in advance of the movie. Driven by the advance marketing for the movie, sales were very good. Then about the time the third issue shipped, the movie was released. Sales made the jump to hyperspace. Star Wars the movie stayed in theaters forever, it seemed. Not since the Beatles had I seen a cultural phenomenon of such power. The comics sold and sold and sold. We reprinted the adaptation in every possible format. They all sold and sold and sold. | (català) Els dos primers números de la nostra adaptació de sis números van sortir abans de la pel·lícula. Impulsat pel màrqueting avançat de la pel·lícula, les vendes van ser molt bones. Aleshores, quan es va enviar el tercer número, es va estrenar la pel·lícula. Les vendes van fer el salt a l'hiperespai. La pel·lícula de Star Wars es va quedar als cinemes pel que semblava per sempre. Des dels Beatles no havia vist un fenomen cultural d'aquest poder. Els còmics es venien i es venien i es venien. Vam reimprimir l'adaptació en tots els formats possibles. Tots es venien i es venien i es venien. | » |
| — Jim Shooter | | |   |

La sèrie es va publicar a diversos països el mateix 1977. La catalana Editorial Bruguera va ser una de les primeres en traduir-ho el novembre de 1977 però només en llengua castellana. El mateix any es va publicar a França i a Grècia.
La sèrie va començar a incloure històries originals amb el número 7 (gener de 1978). L'escriptor Archie Goodwin i l'artista Carmine Infantino es van fer càrrec de la sèrie a partir del número 11 (maig de 1978). La sèrie va ser un dels títols més venuts de la indústria el 1979 i el 1980. La quota de vendes de 100.000 còpies es va superar ràpidament, permetent a Lippincott renegociar els acords de drets d'autor. Una adaptació de sis númerose de L'Imperi contraataca de Goodwin i els artistes Al Williamson i Carlos Garzon va aparèixer als números 39–44 (setembre de 1980 – febrer de 1981). L'escriptor David Michelinie i l'artista Walt Simonson es van convertir en el nou equip creatiu amb el número 51 (setembre de 1981). Ron Frenz es va convertir en l'artista habitual del títol a partir del número 71 (maig de 1983). A partir de 1984, la sèrie Star Wars va ser escrita principalment per Jo Duffy, i l'art de l'últim any i mig de la sèrie va ser de Cynthia Martn. Marvel va publicar la sèrie fins al 1986, amb una durada de 107 números i tres Annuals.
Les primeres històries originals de Star Wars no adaptades directament de les pel·lícules que van aparèixer en forma impresa van ser còmics de Star Wars serialitzats a la revista de Marvel Pizzazz (1977–1979). El primer arc de la història, titulat "The Keeper's World", va ser de Thomas, Chaykin i Tony DeZuniga. El segon arc de la història, titulat "The Kingdom of Ice", va ser de Goodwin, Simonson, Klaus Janson, Dave Cockrum i John Tartaglione. Els dos darrers capítols estaven programats per imprimir-se als números 17 i 18, però la revista es va cancel·lar després del número 16. Marvel UK va reimprimir "The Keeper's World" al seu Star Wars Weekly nº 47–50, i "The Kingdom of Ice" (inclosos els capítols inèdits) al seu Star Wars Weekly nº 57–60 entre 1978 i 1979.
Els còmics de Star Wars de Marvel es van reimprimir al Regne Unit com a antologia setmanal de còmics en blanc i negre. Els números setmanals del Regne Unit es dividien les històries dels números mensuals dels Estats Units en parts més petites, i normalment es necessitaven al voltant de tres números setmanals per completar un número mensual dels EUA. El còmic del Regne Unit també va publicar històries originals de Star Wars de creadors britànics, inclòs Alan Moore. Star Wars Weekly nº 1 es va publicar amb un caça X-wing retallable gratuït el 8 de febrer de 1978. Es va convertir en The Empire Strikes Back Weekly a partir del número 118 el maig de 1980, i després es va convertir en un títol mensual del número 140 el novembre de 1980, tornant al títol Star Wars amb el número 159 el juliol de 1982. El còmic mensual es va publicar fins al número 171 del juliol de 1983, quan la numeració es va restablir al número 1 per a Return of the Jedi Weekly, que va ser la primera vegada que el còmic del Regne Unit es va imprimir en color. Aquest és el títol i el format que es va mantenir fins que el darrer número (nº 155) es va publicar el juny de 1986. Es va publicar més contingut original als números 94–99, 104–115, 149 i 153–157. Durant aquest període de vuit anys, Marvel UK també va publicar diversos Annuals i Specials de Star Wars.
L'adaptació de Marvel d'El retorn del Jedi (octubre de 1983 - gener de 1984) va aparèixer en una sèrie limitada de quatre números separats així com a Marvel Super Special nº 27 i en un llibre de butxaca del mercat massiu. De 1985 a 1987, la sèrie d'animació infantil Ewoks and Droids va inspirar sèries de còmics de la línia Star Comics de Marvel.

### Pendulum Press (1978)
El 1978, Pendulum Press, sota la seva sèrie educativa Contemporary Motivators, també va publicar una adaptació solta de 31 pàgines de Star Wars de Linda A. Cadrain i Charles Nicholas. Produït com a part d'un paquet que incloïa una cinta d'àudio i una tira de pel·lícula, el còmic va ser dissenyat específicament per a ús a l'aula, amb lletres compostes en lloc de lletres manuals i un vocabulari adequat per als nens.

### Tira de diari (1979–1984)
Entre 1979 i 1984 es va publicar una tira de diari, distribuïda per Los Angeles Times Syndicate i el Watertown Daily Times. Els equips creatius van canviar, però van incloure Archie Goodwin, Williamson, Russ Manning, Steve Gerber, Alfredo Alcalá, Carlos Garzon i el lleterista Ed King. Goodwin va passar d'escriure la sèrie Star Wars de Marvel a la tira còmica del diari setmanal després de l'estrena d'L'Imperi contraataca (1980), convertint-se en el primer escriptor que va aprofitar més que la pel·lícula original per establir l'era establerta entre les dues pel·lícules. La tira es basava en la història i els personatges establerts a la trilogia original, però mai no va adaptar cap de les pel·lícules, sinó que va concretar en la història entre elles. Des d'octubre de 1980 fins al febrer de 1981, Goodwin i Alcalà van adaptar Han Solo at Stars' End (1979) de Brian Daley.
El 1991, Russ Cochran va publicar una tirada limitada de 2.500 còpies d'una caixa de tres volums de tapa dura de totes les tires còmiques de Star Wars de Goodwin i Williamson de 1981 a 1984, signades pels dos creadors i amb noves il·lustracions de portada d'aquest últim. Dark Horse Comics va recopilar recopilacions en colors de la tira de diari a la seva sèrie Classic Star Wars de 1992 a 1994. Entre el 2017 i el 2018, The Library of American Comics va publicar una sèrie de reimpressió de tres volums de la tira còmica completa.

### Blackthorne (1987–1988)
Blackthorne Publishing va publicar una sèrie de tres números anomenada Star Wars 3D del desembre de 1987 al febrer de 1988. Els còmics van ser reimpresos posteriorment en un format en blanc i negre i no 3D per Dark Horse al seu 2013 Star Wars Omnibus: Wild Space, volum 1.

### Dark Horse (1991-2014)

#### Adaptacions

##### Adaptacions de cinema i televisió
| Dark Horse                                        | Dark Horse         |
| Pel·lícules                                       | Pel·lícules        |
| ------------------------------------------------- | ------------------ |
| Star Wars Episode I: The Phantom Menace nº 1–4    | Maig de 1999       |
| Star Wars Episode II: Attack of the Clones nº 1–4 | Abril-maig 2002    |
| Star Wars Episode III: Revenge of the Sith nº 1–4 | Març-abril 2005    |
| The Clone Wars Legacy                             |                    |
| Star Wars: Darth Maul - Son of Dathomir nº 1–4    | Maig-agost de 2014 |

Dark Horse també va publicar minisèries adaptant Episode I: The Phantom Menace, Episodi II: L'atac dels clons, Episodi III: La venjança dels Sith. Del 1998 al 1999, Dark Horse va produir el manga Star Wars, adaptant la trilogia original i The Phantom Menace com a manga amb totes les característiques narratives i estilístiques típiques del format.

##### Adaptacions de novel·les
| Dark Horse                                     | Dark Horse                        |
| Trilogia Thrawn                                | Trilogia Thrawn                   |
| ---------------------------------------------- | --------------------------------- |
| Star Wars: Heir to the Empire nº 1–6           | Octubre de 1995 – abril de 1996   |
| Star Wars: Dark Force Rising nº 1–6            | Maig-octubre de 1997              |
| Star Wars: The Last Command #1–6               | novembre de 1997 – juliol de 1998 |
| Altres                                         |                                   |
| Star Wars: Splinter of the Mind's Eye #1–4     | Desembre de 1995 – juny de 1996   |
| Classic Star Wars: Han Solo at Stars' End #1–3 | Març-maig de 1997                 |

Entre 1995 i 1998, Dark Horse va publicar adaptacions de la trilogia de novel·les Thrawn de Timothy Zahn.

#### Sèries originals (còmics de Dark Horse)
Dark Horse va llançar posteriorment desenes de sèries ambientades després, entremig i abans de la trilogia de pel·lícules originals, incloses Tales of the Jedi (1993–1998), X-wing: Rogue Squadron (1995–1998), Republic (1998–2006), la majoria de Tales no canònics (1999–2005), Empire (2002–2006), Knights of the Old Republic (2006–2010) i Legacy (2006–2010)

##### Dark Empire
| Dark Horse                     | Dark Horse                   |
| ------------------------------ | ---------------------------- |
| Star Wars: Dark Empire nº 1–6  | Desembre 1991 – octubre 1992 |
| Star Wars: Dark Empire II #1–6 | Desembre 1994 – maig 1995    |
| Star Wars: Empire's End #1–2   | Octubre–novembre 1995        |

A finals de la dècada de 1980, l'escriptor Tom Veitch i l'artista Cam Kennedy van aconseguir un acord per produir un còmic de Star Wars per a Archie Goodwin a Epic Comics, una empremta de Marvel. Després que es va anunciar el projecte, Goodwin va deixar Marvel, que no va pucliar el còmic. Dark Horse Comics el va publicar posteriorment com a seqüència Dark Empire (1991–1995).

##### Classic Star Wars
Classic Star Wars és una sèrie de còmics que incloïa recopilacions d'entregues setmanals dels còmics dels diaris escrits per Archie Goodwin amb art d'Al Williamson.
| Dark Horse                                   | Dark Horse              |
| -------------------------------------------- | ----------------------- |
| Classic Star Wars nº 1–20                    | Agost 1992 – juny 1994  |
| Classic Star Wars: The Early Adventures #1–9 | Agost 1994 – abril 1995 |
| Classic Star Wars: Devilworlds #1–2          | Agost–setembre 1996     |

##### X-wing
| Dark Horse                                 | Dark Horse                 |
| ------------------------------------------ | -------------------------- |
| Star Wars: X-wing – Rogue Squadron nº 0–35 | Juliol 1995 – octubre 1998 |
| Star Wars: X-wing – Rogue Leader #1–3      | Setembre–novembre 2005     |

Star Wars: X-wing – Rogue Squadron és una sèrie de còmics de 35 números publicats entre 1995 i 1998. Segueix l'esquadró titular que comença aproximadament un any després dels esdeveniments d'El retorn del Jedi.
X-wing – Rogue Leader és una sèrie de còmics de tres parts ambientada aproximadament una setmana després del final de d'El retorn del Jedi. Diversos participants en la destrucció de la segona Estrella de la Mort són enviats, poc temps després dels esdeveniments de Bakura, per explorar l'activitat imperial a l'espai Corellià.

##### Shadows of the Empire
| Dark Horse                                          | Dark Horse        |
| --------------------------------------------------- | ----------------- |
| Star Wars: Shadows of the Empire nº 1–6             | Maig–octubre 1996 |
| Star Wars: Shadows of the Empire – Evolution nº 1–5 | Febrer–juny 1998  |

##### Crimson Empire
| Dark Horse                                           | Dark Horse                 |
| ---------------------------------------------------- | -------------------------- |
| Star Wars: Crimson Empire nº 1–6                     | Desembre 1997 – maig 1998  |
| Star Wars: Crimson Empire II – Council of Blood #1–6 | Novembre 1998 – abril 1999 |
| Star Wars: Crimson Empire III – Empire Lost #1–6     | Octubre 2011 – abril 2012  |

La trilogia Crimson Empire segueix a Kir Kanos, un dels guàrdies imperials de Palpatine, que comença uns set anys després dels esdeveniments d'El retorn del Jedi. Ambientada poc després de Dark Empire, relata que el Guàrdia Imperial Carnor Jax va trair el clonat Palpatine i els seus guàrdies en un intent de consolidar el seu propi poder. Kanos jura aturar-lo, apropant-se a l'agent d'intel·ligència de la Nova República Mirith Sinn en el procés.
Crimson Empire II presenta Nom Anor, que va servir de model per als yuuzhan vong a The New Jedi Order, on també apareix.

##### Qui-Gon & Obi-Wan
| Dark Horse                                                    | Dark Horse                 |
| ------------------------------------------------------------- | -------------------------- |
| Star Wars: Qui-Gon & Obi-Wan – Last Stand on Ord Mantell #1–3 | December 2000 – March 2001 |
| Star Wars: Qui-Gon & Obi-Wan – The Aurorient Express #1–2     | February–June 2002         |

Qui-Gon & Obi-Wan: Last Stand on Ord Mantell és una sèrie de còmics de tres parts escrita per Ryder Windham, publicada per Dark Horse Comics entre desembre de 2000 i març de 2001. La història compta amb Qui-Gon Jinn i Obi-Wan Kenobi cinc anys abans d'Episode I – The Phantom Menace.
Qui-Gon & Obi-Wan: The Aurorient Express és una sèrie de còmics de dues parts escrita per Mike Kennedy, i publicada per Dark Horse Comics entre febrer de 2002 i juny de 2002. La sèrie està ambientada a la galàxia de Star Wars sis anys abans de The Phantom Menace. Un creuer núvol de luxe s'ha descontrolat i s'estavellarà sobre Yorn Skot. Els dos Jedi han d'embarcar a la nau fugitiva i recuperar el control.

##### Knights of the Old RepublicandThe Old Republic
| Dark Horse                                          | Dark Horse                 |
| --------------------------------------------------- | -------------------------- |
| Star Wars: Knights of the Old Republic nº 0–50      | Gener 2006 – febrer 2010   |
| Star Wars: The Old Republic nº 1–11                 | Juliol 2010 – octubre 2011 |
| Star Wars: Knights of the Old Republic – War nº 1–5 | Gener–maig 2012            |

Star Wars: Knights of the Old Republic i Star Wars: The Old Republic són sèries ambientades al voltant dels esdeveniments de la sèrie de jocs del mateix nom, explorant la seva història de fons.

##### Legacy
| Dark Horse                         | Dark Horse                |
| ---------------------------------- | ------------------------- |
| Star Wars: Legacy nº 1–50          | Juny 2006 – agost 2010    |
| Star Wars: Legacy – War nº 1–6     | Desembre 2010 – maig 2011 |
| Star Wars: Legacy Volume 2 nº 1–18 | Març 2013 – agost 2014    |

##### Star Wars: The Clone Wars
| Dark Horse                                                                         | Dark Horse                  |
| ---------------------------------------------------------------------------------- | --------------------------- |
| Star Wars: Clone Wars Adventures nº 1–10 (novel·les gràfiques)                     | Juliol 2004 – Desembre 2007 |
| Star Wars: The Clone Wars nº 1–12                                                  | Setembre 2008 – gener 2010  |
| Star Wars: The Clone Wars nº 1–11 (novel·les gràfiques)                            | Setembre 2008 – juny 2013   |
| Star Wars: The Clone Wars – Act on Instinct nº 1–25 webcòmics de 3-pàgines         | Setembre 2009 – maig 2010   |
| Star Wars: The Clone Wars – The Valsedian Operation nº 1–26 webcòmics de 3-pàgines | Setembre 2010 – abril 2011  |

##### Altres sèries originals (Dark Horse comics)
| Dark Horse                                                            | Dark Horse                    |
| --------------------------------------------------------------------- | ----------------------------- |
| Tales of the Jedi nº 1–35                                             | Octubre 1993 – novembre 1998  |
| Droids nº 1–6 (vol. 1 (1994)), Special (1995), nº 1–8 (vol. 2 (1995)) | Abril 1994 – desembre 1995    |
| Star Wars: Boba Fett nº 1–11                                          | Desembre 1995 – abril 2006    |
| Star Wars: Republic nº 0–83                                           | Desembre 1998 – febrer 2006   |
| Star Wars Tales nº 1–24                                               | Setembre 1999 – juliol 2005   |
| Star Wars: Empire nº 1–40                                             | Setembre 2002 – març 2006     |
| Star Wars: Evasive Action – Reversal of Fortune nº 1–8                | Octubre 2004 – juny 2005      |
| Star Wars: Rookies – Rendezvous nº 1–3                                | Febrer–juny 2006              |
| Star Wars: Rebellion nº 0–16                                          | Març 2006 – agost 2008        |
| Star Wars: Evasive Action – Prey nº 1–3                               | Març–novembre 2006            |
| Star Wars: Rookies – No Turning Back nº 1–4                           | Juny–octubre 2006             |
| Star Wars: Dark Times nº 0–32                                         | Novembre 2006 – desembre 2012 |
| Star Wars: Evasive Action – End Game nº 1–4                           | Novembre 2006 – març 2007     |
| Star Wars: Invasion nº 0–16                                           | Abril 2009 – novembre 2011    |
| Star Wars: Blood Ties nº 1–8                                          | Agost 2010 – juliol 2012      |
| Star Wars: Knight Errant nº 1–15                                      | Octubre 2010 – octubre 2012   |
| Star Wars: Darth Vader nº 1–20                                        | Gener 2011 – abril 2014       |
| Star Wars: Agent of the Empire nº 1–10                                | Desembre 2011 – febrer 2013   |
| Star Wars: Dawn of the Jedi #1–15                                     | Febrer 2012 – març 2014       |
| Star Wars nº 1–20                                                     | Gener 2013 – agost 2014       |

- Star Wars: Agent of the Empire és una sèrie ambientada uns anys abans de l'Episodi IV - Una nova esperança, i se centra en un agent d'intel·ligència imperial anomenat Jahan Cross. Recopilat a: Volume 1: Iron Eclipse (recull Star Wars: Agent of the Empire – Iron Eclipse nº 1–5, 128 pàgines, octubre de 2012, ISBN 1-59582-950-4)
- Star Wars: Invasion és una sèrie ambientada durant els primers dies de la Guerra Yuuzhan Vong, i tracta sobre com està la Nova República. La sèrie, publicada per Dark Horse Comics, va ser escrita per Tom Taylor,[55] i il·lustrat per Colin Wilson[56] amb color de Wes Dzioba. El primer número imprès es va publicar l'1 de juliol de 2009. Publicat per Dark Horse Comics, la sèrie s'ambientava a l'era de la Nova Ordre Jedi i representa els esdeveniments de la Guerra Yuuzhan Vong en 16 números, més un número de pròleg. El gener de 2010, Star Wars: Invasion nº 0 va ser nominat a un 'Diamond Gem Award' a la categoria 'Còmic de l'any 2009 per sobre de 3,00 dòlars'.[57]
- Star Wars: Dark Times, és una sèrie ambientada en els anys posteriors a La Revenja dels Sith, i mostrant personatges anteriors de Star Wars: Republic després de l'Ordre 66.
- Star Wars: Knight Errant, una sèrie ambientada 1.000 anys abans de The Phantom Menace, i que tracta sobre la guerra d'un Jedi solitari contra els Sith.
- Star Wars: Blood Ties, una sèrie ambientada en diferents períodes que mostra els vincles entre determinats personatges de la saga, com ara Jango Fett i Boba Fett.
- Star Wars: Darth Vader, una sèrie ambientada gairebé immediatament després de La venjança dels Sith, i que mostra com Darth Vader està tractant el seu passat com a Anakin Skywalker.
- Star Wars: Dawn of the Jedi, una sèrie ambientada milers d'anys abans de The Phantom Menace, i que mostra els orígens dels Jedi i els Sith.
- Star Wars està ambientada poc després d'Una nova esperança, centrada en els personatges principals de la trilogia original.

#### Sèries limitades (Dark Horse comics)
Després que Knights of the Old Republic i Legacy acabessin el 2010, en lloc de publicar sèries regulars, Dark Horse va començar a publicar una "sèrie de minisèries":
| Dark Horse (sèries limitades)                               | Dark Horse (sèries limitades) |
| ----------------------------------------------------------- | ----------------------------- |
| Star Wars: Jabba the Hutt nº 1–4                            | Abril 1995 – febrer 1996      |
| Star Wars: River of Chaos nº 1–4                            | Juny–octubre 1995             |
| Star Wars: Mara Jade – By the Emperor's Hand nº 0–6         | Juliol 1998 – febrer 1999     |
| Star Wars: Jedi Academy – Leviathan nº 1–4                  | October 1998 – January 1999   |
| Star Wars: Vader's Quest #1–4                               | Febrer–maig 1999              |
| Star Wars Episode I: The Phantom Menace Adventures nº 1–5   | Maig 1999                     |
| Star Wars: The Bounty Hunters nº 1–3                        | Agost–octubre 1999            |
| Star Wars: Union nº 1–4                                     | Novembre 1999 – febrer 2000   |
| Star Wars: Chewbacca nº 1–4                                 | Gener–abril 2000              |
| Star Wars: Underworld – The Yavin Vassilika nº 1–5          | Desembre 2000 – juny 2001     |
| Star Wars: Jedi vs. Sith nº 1–6                             | Abril–setembre 2001           |
| Star Wars: Starfighter – Crossbones nº 1–3                  | Gener–març 2002               |
| Star Wars: Hasbro/Toys "R" Us nº 1–4 (còmics de 10 pàgines) | Maig 2002                     |
| Star Wars: Jango Fett – Open Seasons #1–4                   | Maig–setembre 2002            |
| Star Wars: Obsession nº 1–5                                 | Novembre 2004 – maig 2005     |
| Star Wars: General Grievous nº 1–4                          | Març–juliol 2005              |
| Star Wars: Evasive Action – Recruitment nº 1–6              | Agost–desembre 2005           |
| Star Wars: Purge nº 1–5                                     | Desembre 2005 – gener 2013    |
| Star Wars Adventures nº 1–6 (novel·les gràfiques)           | Octubre 2009 – agost 2011     |
| Star Wars: Lost Tribe of the Sith nº 1–5                    | Agost–desembre 2012           |
| Star Wars: Rebel Heist nº 1–4                               | Abril–juliol 2014             |
| Jedi                                                        |                               |
| Star Wars: Jedi Quest nº 1–4                                | Setembre–desembre 2001        |
| Star Wars: Jedi Council – Acts of War nº 1–4                | Juny–setembre 2000            |
| Star Wars: Jedi nº 1–5                                      | Març 2003 – juliol 2004       |
| Star Wars: Jedi nº 1–5                                      | Maig–setembre 2011            |
| Darth Maul                                                  |                               |
| Star Wars: Darth Maul nº 1–4                                | Setembre–desembre 2000        |
| Star Wars: Darth Maul – Death Sentence nº 1–4               | Juliol–octubre 2012           |

#### One-shots (Dark Horse comics)
| Dark Horse                                                           | Dark Horse              |
| -------------------------------------------------------------------- | ----------------------- |
| Classic Star Wars: The Vandelhelm Mission one-shot                   | Març 1995               |
| Star Wars: Tales from Mos Eisley one-shot                            | Març 1996               |
| Star Wars: This Crumb for Hire one-shot còmic de 10 pàgines          | Agost 1996              |
| Star Wars: The Protocol Offensive one-shot                           | Setembre 1997           |
| Star Wars: Shadow Stalker one-shot                                   | Novembre 1997           |
| Star Wars: The Jabba Tape one-shot                                   | Decembre 1998           |
| Star Wars: Hard Currency one-shot còmic de 8 pàgines                 | Març 2000               |
| Star Wars: Aurra's Song còmic de 12 pàgines                          | Juny 2000               |
| Star Wars: Heart of Fire còmic de 3 pàgines                          | Maig 2001 – juliol 2002 |
| Star Wars: Poison Moon còmic de 6 pàgines                            | Febrer–maig 2002        |
| Star Wars: Jango Fett one-shot TPB                                   | Març 2002               |
| Star Wars: Zam Wesell one-shot TPB                                   | Març 2002               |
| Star Wars: A Valentine Story one-shot                                | Febrer 2003             |
| Star Wars: Brothers in Arms one-shot                                 | Maig 2005               |
| Star Wars: Routine Valor one-shot còmic de 10 pàgines                | Maig 2006               |
| Star Wars: Clone Wars (PhotoComic) one-shot TPB                      | Maig 2008               |
| Star Wars: The Clone Wars – The Gauntlet of Death còmic de 8 pàgines | Maig 2009               |
| Star Wars: Tales from the Clone Wars one-shot TPB                    | Agost 2010              |
| Star Wars: The Third Time Pays for All còmic de 8 pàgines            | Abril 2011              |
| Star Wars: The Art of the Bad Deal còmic de 10 pàgines               | Maig 2012               |
| Star Wars: The Assassination of Darth Vader còmic de 8 pàgines       | Maig 2013               |
| Star Wars: Ewoks – Shadows of Endor one-shot TPB                     | Novembre 2013           |
| The Force Unleashed                                                  |                         |
| Star Wars: The Force Unleashed one-shot TPB                          | Agost 2008              |
| Star Wars: The Force Unleashed II one-shot TPB                       | Setembre 2010           |

#### Històries alternatives
| Dark Horse                          | Dark Horse                |
| ----------------------------------- | ------------------------- |
| Star Wars Infinities nº 1–12        | Maig 2001 – març 2004     |
| Star Wars: Visionaries one-shot TPB | Abril 2005                |
| The Star Wars #0–8                  | Setembre 2013 – maig 2014 |

Tot i que no era canònic per a l'Univers Expandit (quan aquest era canònic), Star Wars Infinities mostra històries alternatives per a les pel·lícules originals de la trilogia, i Visionaries presenta històries d'artistes que van treballar a La revenja dels Sith.
The Star Wars és una sèrie no canònica basada en l'esborrany descartat de George Lucas de 1974 per a la pel·lícula original. Adaptat per J. W. Rinzler, Dark Horse la va llançar com una sèrie de còmics de vuit parts a partir del setembre de 2013. En aquesta versió, Luke Skywalker és més madur i un Jedi, i el protagonista principal és anomenat Annikin Starkiller. La sèrie va rebre crítiques majoritàriament positives.

### Retorn a Marvel (2015-present)
Després de l'adquisició de Lucasfilm per The Walt Disney Company el 2012, es va anunciar el gener de 2014 que la llicència de còmics de Star Wars tornaria a Marvel Comics el 2015. Disney havia comprat l'empresa matriu de Marvel, Marvel Entertainment, el 2009. Mentrestant, amb la pel·lícula seqüela El despertar de la força en producció, la majoria de les novel·les i còmics amb llicència de Star Wars produïts des de la pel·lícula d'origen Star Wars de 1977 van ser rebatejades com a Star Wars Legends i es van declarar no canònics dins la franquícia l'abril de 2014.
Els primers informes del maig de 2014 van suggerir que Marvel anunciaria dues noves sèries regulars de còmics de Star Wars a la Comic-Con de San Diego. El juliol de 2014, Marvel va anunciar tres sèries noves a la Comic-Con: Star Wars, Star Wars: Darth Vader i la sèrie limitada Star Wars: Princess Leia.

#### Sèries regulars

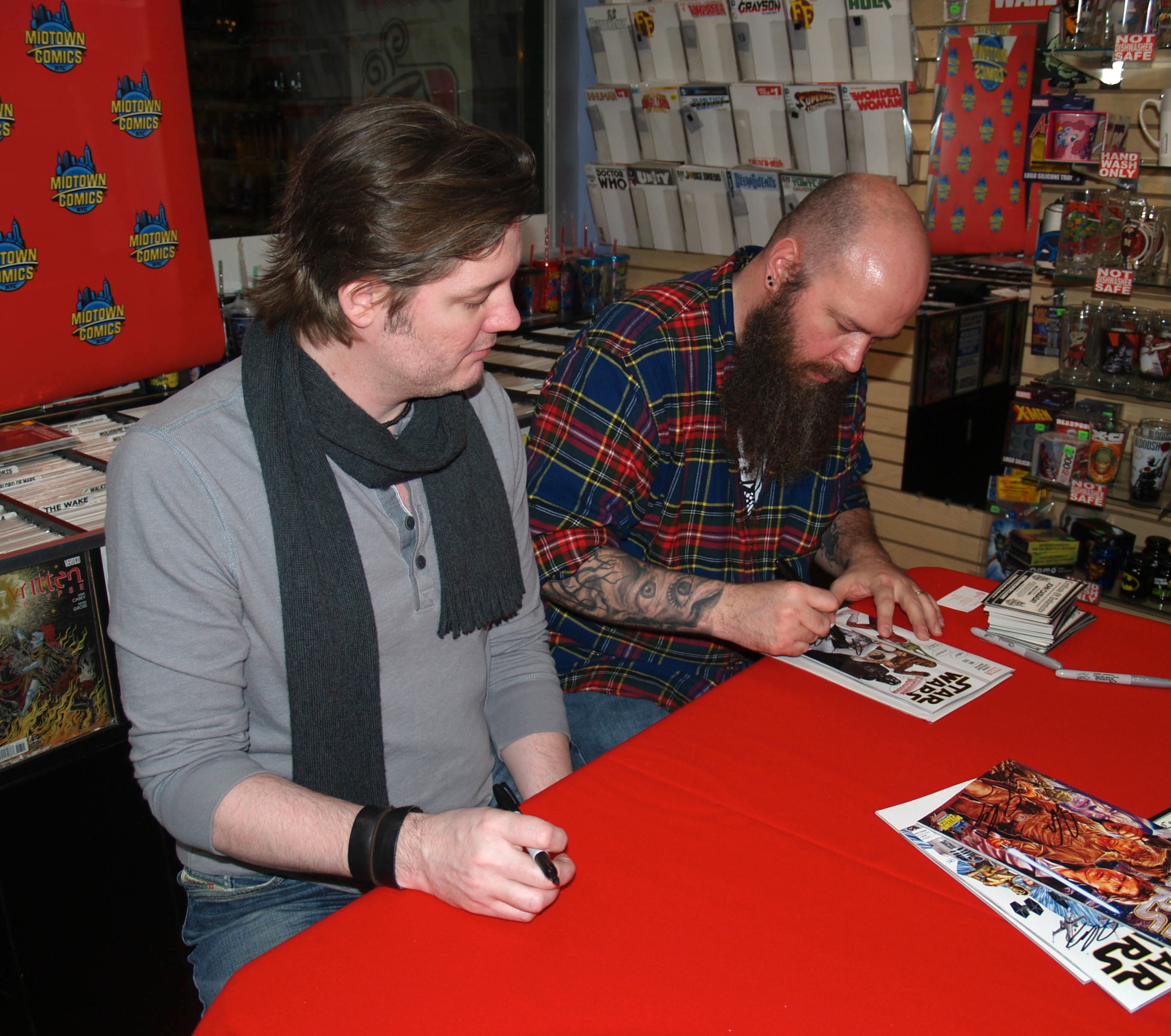
L'artista John Cassaday (esquerra) i l'escriptor Jason Aaron (dreta) en una signatura de gener de 2015 a Midtown Comics a Manhattan per a Star Wars nº 1, el primer còmic de Star Wars publicat per Marvel des de 1987.

La sèrie inicial, Star Wars, es va estrenar el gener de 2015, amb Darth Vader debutant al febrer.
La sèrie regular en curs Star Wars: Poe Dameron es va anunciar el gener de 2016. Amb el pilot del caça X-wing Poe Dameron presentat a El despertar de la força, la sèrie es va estrenar el 6 d'abril de 2016. Una adaptació al còmic en sis números de El despertar de la força per Chuck Wendig va començar a publicar-se el juny de 2016. El 2017 un segon volum del còmic de Marvel Darth Vader, subtitulat Dark Lord of the Sith, va començar el juny de 2017 per l'escriptor Charles Soule i l'artista Giuseppe Camuncoli.
L'agost de 2019, Marvel va anunciar que la sèrie principal de Star Wars que havia començar l'any 2015, que narrativament s'havia posat al dia dels esdeveniments de L'Imperi contraataca, acabaria el novembre de 2019 amb el número 75. El desembre de 2019 es va publicar un one-shot de 56 pàgines anomenat Star Wars: Empire Ascendant, escrit per Soule, Greg Pak, Simon Spurrier i Ethan Sacks per tancar la sèrie.
A la New York Comic Con l'octubre de 2019, Lucasfilm i Marvel van anunciar que el títol principal de Star Wars es rellançaria amb una nova sèrie en curs a partir del gener de 2020. Escrita per Soule, la sèrie insígnia explora el temps entre The Empire Strikes Back i Return of the Jedi. Amplia històries com com la banda desmoralitzada de rebels creix en la flota massiva que ataca la segona Estrella de la Mort, com es forma el pla per rescatar Han Solo de Jabba the Hutt, com Leia equilibra els seus desitjos personals de salvar Han amb les seves responsabilitats davant la Rebel·lió, el creixement de Luke com a Jedi mentre arriba a una comprensió de la revelació de Darth Vader de la seva herència i l'evolució de Lando Calrissian d'un traïdor egoista a un general de confiança.
Anunciat per primera vegada com a Project Luminous a Star Wars Celebration l'abril de 2019, els detalls complets d'una iniciativa editorial anomenada Star Wars: The High Republic es van revelar en una conferència de premsa al febrer de 2020. Incloent la majoria de les actuals editorials amb llicència oficial, una nova era ambientada 200 anys abans de la saga Skywalker s'explorarà en diversos llibres i còmics, inclòs un títol de Marvel en curs escrit per Cavan Scott.
La sèrie en curs Han Solo i Chewbacca es va anunciar el desembre de 2021. La sèrie es va descriure com una col·lecció de diferents aventures de la parella, començant pocs anys abans dels esdeveniments de Star Wars : Una nova esperança.
| Marvel (2015–present)                              | Marvel (2015–present)         |
| Sèries regulars                                    | Sèries regulars               |
| -------------------------------------------------- | ----------------------------- |
| Star Wars (2015) nº 1–75, quatre Annuals           | Gener 2015 – novembre 2019    |
| Star Wars: Darth Vader nº 1–25, un Annual          | Febrer 2015 – octubre 2016    |
| Star Wars: Kanan nº 1–12                           | Abril 2015 – març 2016        |
| Star Wars: Poe Dameron nº 1–31, dos Annuals        | Abril 2016 – setembre 2018    |
| Star Wars: Doctor Aphra nº 1–40, tres Annuals      | Desembre 2016 – desembre 2019 |
| Star Wars: Darth Vader (vol. 2) nº 1–25, un Annual | Juny 2017 – desembre 2018     |
| Star Wars (1977) nº 108                            | Maig 2019                     |
| Star Wars (2020) nº 1–present                      | Gener 2020 – present          |
| Star Wars: Darth Vader (vol. 3) nº 1-present       | Febrer 2020 – present         |
| Star Wars: Doctor Aphra (vol. 2) nº 1-present      | Maig 2020 – present           |
| Star Wars: Bounty Hunters nº 1-present             | Maig 2020 – present           |
| Star Wars: The High Republic nº 1-15               | Gener 2021 – març 2022        |
| Star Wars: Han Solo and Chewbacca #1-present       | Març 2022 - present           |
| One-shots relacionats amb sèries regulars          |                               |
| Star Wars: Vader Down one-shot                     | Novembre 2015                 |
| Star Wars: Screaming Citadel one-shot              | Maig 2017                     |
| Star Wars: Empire Ascendant one-shot               | Desembre 2019                 |
| Star Wars Saga one-shot                            | Desembre 2019                 |
| Krrsantan: Star Wars Tales one-shot                | Juny 2022                     |

#### Sèries limitades i one-shots
Princess Leia es va estrenar el març 2015. A continuació es van publicar Chewbacca (octubre–desembre 2015), Obi-Wan & Anakin (gener–maig 2016), i Han Solo (juny–novembre 2016), així com els one-shots Vader Down (novembre 2015) i C-3PO (abril 2016). Les van seguir diverses altres sèries limitades, entre elles Kanan (abril 2015 – març 2016), Lando (juliol–octubre 2015) i Shattered Empire (setembre–octubre 2015).
El 2017, les sèries limitades Darth Maul, Mace Windu i Captain Phasma, així com més one-shots, van continuar ampliant l'univers de La guerra de les galàxies. També es va publicar l'adaptació de Rogue One: A Star Wars Story. Tant Poe Dameron com la segona sèrie de Darth Vader van acabar les seves tirades el 2018, al setembre i desembre respectivament.
El 2018, Marvel va adaptar els esdeveniments de la novel·la Star Wars: Thrawn de l'autor Timothy Zahn en una sèrie limitada. El personatge havia estat presentat a la trilogia Heir to the Empire de Zahn a principis de la dècada de 1990, que ara forma part de la línia Llegendes, i es va tornar a introduir al nou cànon a Star Wars Rebels. Adaptacions tant de The Last Jedi com de Solo: A Star Wars Story es van publicar, i el període de Solo es va explorar més a fons al one-shot Beckett i a la sèrie limitada que presentava al jove Lando (Double or Nothing) i el temps de Han a l'Imperi (Imperial Cadet). Marvel va anunciar l'octubre de 2018 que una minisèrie de cinc números escrita per Wendig, Star Wars: Shadow of Vader, s'estrenaria a partir del gener de 2019. La sèrie seria una antologia explicada des de la perspectiva dels que s'havien trobat amb Darth Vader. Després d'haver escrit tres números, Wendig va ser eliminat de la minisèrie (i dels projectes futurs) per part de Marvel per preocupacions pel seu ús de les xarxes socials i, finalment, la minisèrie es va cancel·lar. El desembre de 2018, es va anunciar que Dennis Hopeless escriuria una nova minisèrie amb una premissa similar, Star Wars: Vader – Dark Visions amb art de Paolo Villanelli i Brian Level i es va llançar el març de 2019.
Per al 2019, Marvel va anunciar una sèrie de noves sèries limitades. Com a acompanyant a Star Wars: Alphabet Squadron, una novel·la de l'autor Alexander Freed centrada en un esquadró de la Nova República de diverses naus rebels (un interceptor d'A-wing, un caça d'assalt pesat de B-wing, transport d'U-wing, un caça estel·lar X-wing i un bombarder Y-wing) arran de la Batalla d'Endor, una sèrie de cinc números anomenada Star Wars: TIE Fighter explora les conseqüències de la batalla tant des del bàndol de la Nova República com del Remanent Imperial. Una minisèrie de cinc números titulada Star Wars: Galaxy's Edge inclourà històries del Black Spire Outpost al planeta Batuu de la vora exterior i lligarà a les experiències del parc temàtic que s'estrenarà a Disneyland i Walt Disney World el 2019. El maig de 2019, un one-shot de l'escriptor Matthew Rosenberg i diversos artistes anomenat Star Wars nº 108 Crimson Forever continua la història del còmic original de Star Wars de Marvel que va acabar el 1986.
En relació amb el proper videojoc Star Wars Jedi: Fallen Order d'Electronic Arts i Respawn Entertainment, una minisèrie de cinc números anomenada Star Wars Jedi: Fallen Order – Dark Temple es va anunciar el juny de 2019 per començar a publicar-se al setembre. En un panell que discuteix el programa de publicació Journey to The Rise of Skywalker a la Comic-Con de San Diego 2019, es va anunciar la minisèrie de quatre números Star Wars: Journey to The Rise of Skywalker – Allegiance. Ajudarà a cobrir un període d'un any en el temps entre The Last Jedi i L'ascens de Skywalker. Es va anunciar que Charles Soule estaria escrivint una minisèrie de quatre números que explora la història de fons de la transició de Ben Solo a Kylo Ren. Star Wars: The Rise of Kylo Ren es va estrenar el 16 de desembre de 2019.
Al febrer de 2021 es va anunciar que Charles Soule estaria escrivint una minisèrie centrada en els esdeveniments de Boba Fett entre L'Imperi contrataca i El retorn del Jedi, aquesta sèrie lligada a la resta de sèries Marvel en curs en aquell moment s'anomenaria War of the Bounty Hunters i es publicaria de maig a octubre de 2021. La història de War of the Bounty Hunters va ser seguida per la minisèrie addicional Crimson Reign, també escrita per Soule, que va servir com segona part d'una trilogia d'històries que giren al voltant del mateix repartiment de personatges, en particular Qi'ra, el retorn del qual a l'univers de Star Wars es va produir a les pàgines de War of the Bounty Hunters.
| Marvel (2015–present)                                | Marvel (2015–present)       |
| One-shots                                            | One-shots                   |
| Relacionats amb pel·lícules                          | Relacionats amb pel·lícules |
| ---------------------------------------------------- | --------------------------- |
| Star Wars: C-3PO one-shot                            | Juny 2016                   |
| Star Wars: Droids Unplugged one-shot                 | Juny 2017                   |
| Star Wars: Rogue One – Cassian & K-2SO Special       | Agost 2017                  |
| Star Wars: The Last Jedi – Storms of Crait one-shot  | Desembre 2017               |
| Star Wars: The Last Jedi – DJ – Most Wanted one-shot | Gener 2018                  |
| Star Wars: Beckett one-shot                          | Agost 2018                  |

| Marvel (2015–present)                                           | Marvel (2015–present)     |
| Sèrie limitada                                                  | Sèrie limitada            |
| Adaptacions a pel·lícules                                       | Adaptacions a pel·lícules |
| --------------------------------------------------------------- | ------------------------- |
| Star Wars: The Force Awakens nº 1–6                             | June–November 2016        |
| Rogue One: A Star Wars Story nº 1–6                             | Abril–setembre 2017       |
| Star Wars: The Last Jedi Adaptation nº 1–6                      | Maig–setembre 2018        |
| Solo: A Star Wars Story nº 1–7                                  | Octubre 2018 – abril 2019 |
| Arcs argumentals originals                                      |                           |
| Star Wars: Princess Leia nº 1–5                                 | Març–juny 2015            |
| Star Wars: Lando nº 1–5                                         | Juliol–Octubre 2015       |
| Star Wars: Shattered Empire nº 1–4                              | Setembre–octubre 2015     |
| Star Wars: Chewbacca nº 1–5                                     | Octubre–desembre 2015     |
| Star Wars: Obi-Wan & Anakin nº 1–5                              | Gener–maig 2016           |
| Star Wars: Han Solo nº 1–5                                      | Juny–novembre 2016        |
| Star Wars: Darth Maul nº 1–5                                    | Febrer–juliol 2017        |
| Star Wars: Jedi of the Republic – Mace Windu nº 1–5             | Agost–desembre 2017       |
| Star Wars: Captain Phasma #1–4                                  | Setembre–octubre 2017     |
| Star Wars: Thrawn nº 1–6                                        | Febrer–juliol 2018        |
| Star Wars: Lando – Double or Nothing nº 1–5                     | Maig–setembre 2018        |
| Star Wars: Han Solo – Imperial Cadet nº 1–5                     | Novembre 2018 – març 2019 |
| Star Wars: Vader – Dark Visions nº 1–5                          | Març–juny 2019            |
| Star Wars: Galaxy's Edge nº 1–5                                 | Abril–agost 2019          |
| Star Wars: TIE Fighter nº 1–5                                   | Abril–agost 2019          |
| Star Wars: Target Vader nº 1–6                                  | Juliol–desembre 2019      |
| Star Wars Jedi: Fallen Order – Dark Temple nº 1–5               | Setembre–desembre 2019    |
| Star Wars: Journey to The Rise of Skywalker – Allegiance nº 1–4 | Octubre 2019              |
| Star Wars: The Rise of Kylo Ren nº 1–4                          | Dedembre 2019–març 2020   |
| Star Wars: War of the Bounty Hunters nº 1–6                     | Maig–octubre 2021         |
| Star Wars: Crimson Reign #1-present                             | Desembre 2021-present     |
| Star Wars: Obi-Wan #1-present                                   | Maig 2022-present         |

#### MaxisèrieAge of Star Wars
A la Comic-Con de San Diego 2018, Marvel va anunciar Age of Star Wars, una maxisèrie de 27 números que començaria el desembre de 2018 que abastaria les tres èpoques de la saga de La guerra de les galàxies. Star Wars: Age of Republic de l'escriptora Jody Houser se centraria en l'època de la República Galàctica i les Guerres Clons durant l'era de la trilogia preqüela; Star Wars: Age of Rebellion de l'escriptor Greg Pak se centraria en la Guerra Civil Galàctica entre l'Imperi i l'Aliança Rebel durant l'era de la trilogia original; i Star Wars: Age of Resistance de l'escriptor Tom Taylor se centraria en la caiguda de la Nova República i la lluita entre la Resistència i el Primer Ordre durant l'era de la trilogia seqüela. En el moment de la publicació, es va revelar que Age of Republic tenia vuit one-shots que destaquen personatges individuals i un número especial d'antologia amb fins a quatre històries de diferents equips creatius.
| Maxisèrie Age of Star Wars   | Maxisèrie Age of Star Wars |
| Star Wars: Age of Republic   | Star Wars: Age of Republic |
| ---------------------------- | -------------------------- |
| Qui-Gon Jinn nº 1            | Desembre 2018              |
| Darth Maul nº 1              | Desembre 2018              |
| Obi-Wan Kenobi nº 1          | Gener 2019                 |
| Jango Fett nº 1              | Gener 2019                 |
| Special nº 1                 | Gener 2019                 |
| Anakin Skywalker nº 1        | Febrer 2019                |
| Count Dooku nº 1             | Febrer 2019                |
| Padmé Amidala nº 1           | Març 2019                  |
| General Grievous nº 1        | Març 2019                  |
| Star Wars: Age of Rebellion  |                            |
| Princess Leia nº 1           | Abril 2019<                |
| Grand Moff Tarkin nº 1       | Abril 2019<                |
| Special nº 1                 | Abril 2019<                |
| Han Solo nº 1                | Maig 2019                  |
| Boba Fett nº 1               | Maig 2019                  |
| Lando Calrissian nº 1        | Maig 2019                  |
| Jabba the Hutt nº 1          | Maig 2019                  |
| Luke Skywalker nº 1          | Juny 2019                  |
| Darth Vader nº 1             | Juny 2019                  |
| Star Wars: Age of Resistance |                            |
| Finn nº 1                    | Juliol 2019                |
| Captain Phasma nº 1          | Juliol 2019                |
| Special nº 1                 | Juliol 2019                |
| Poe Dameron nº 1             | Agost 2019                 |
| General Hux nº 1             | Agost 2019                 |
| Rose Tico nº 1               | Setembre 2019              |
| Supreme Leader Snoke nº 1    | Setembre 2019              |
| Rey nº 1                     | Setembre 2019              |
| Kylo Ren nº 1                | Setembre 2019              |

- Age of Star Wars trade paperbacks:

| Title                        | Material collected | Year          | Pages     | Format    | ISBN                |
| ---------------------------- | --- | ------------- | --------- | --------- | ------------------- |
| Age of Republic – Heroes     | Age of Republic: Anakin Skywalker #1, Age of Republic: Obi-Wan Kenobi #1, Age of Republic: Padme Amidala #1, Age of Republic: Qui-Gon Jinn #1                              | May 2019      | 112 pages | Softcover | ISBN 978-1302917104 |
| Age of Republic – Villains   | Age of Republic: Count Dooku #1, Age of Republic: Darth Maul #1, Age of Republic: General Grevious #1, Age of Republic: Jango Fett #1, Age of Republic Special #1          | May 2019      | 128 pages | Softcover | ISBN 978-1302917296 |
| Age of Rebellion – Heroes    | Age of Rebellion: Han Solo #1, Age of Rebellion: Lando Calrissian #1, Age of Rebellion: Luke Skywalker #1, Age of Rebellion: Princess Leia #1                              | August 2019   | 112 pages | Softcover | ISBN 978-1302917081 |
| Age of Rebellion – Villains  | Age of Rebellion: Boba Fett #1, Age of Rebellion: Darth Vader #1, Age of Rebellion: Jabba the Hutt #1, Age of Rebellion: Grand Moff Tarkin #1, Age of Rebellion Special #1 | August 2019   | 128 pages | Softcover | ISBN 978-1302917289 |
| Age of Resistance – Heroes   | Age of Resistance: Finn #1, Age of Resistance: Rose Tico #1, Age of Resistance: Poe Dameron #1, Age of Resistance: Rey #1, Age of Resistance Special #1                    | November 2019 | 136 pages | Softcover | ISBN 978-1302917128 |
| Age of Resistance – Villains | Age of Resistance: Captain Phasma #1, Age of Resistance: General Hux #1, Age of Resistance: Kylo Ren #1, Age of Resistance: Supreme Leader Snoke #1                        | December 2019 | 120 pages | Softcover | ISBN 978-1302917302 |

### IDW Publishing (2017–2022)
El setembre de 2017, IDW Publishing va estrenar Star Wars Adventures, una sèrie d'antologia publicada com a part del programa de publicació "Journey to Star Wars: The Last Jedi"
El gener de 2018, IDW va llançar un tie-in de cinc còmics a Star Wars: Forces of Destiny.
El novembre de 2018, IDW va llançar Star Wars Adventures: Destroyer Down. Aquesta minisèrie de tres números va reimprimir l'especial de Loot Crate publicat anteriorment el desembre de 2017.
IDW també ha publicat adaptacions de novel·les gràfiques de cada pel·lícula de Star Wars des d'El despertar de la Força.
| IDW Publishing                                                                  | IDW Publishing              |
| Sèries regulars                                                                 | Sèries regulars             |
| ------------------------------------------------------------------------------- | --------------------------- |
| Star Wars Adventures (vol. 1) nº 0–32, tres Annuals, FCBD '18 i '19 Specials    | Setembre 2017–juliol 2020   |
| Star Wars Adventures (vol. 2) nº 1-14, i dos Annuals                            | Setembre 2020–febrer 2022   |
| Star Wars: The High Republic Adventures nº 1-13, i un Annual                    | February 2021-February 2022 |
| Sèries limitades i one-shots                                                    |                             |
| Star Wars Adventures: Forces of Destiny nº 1–5                                  | January 2018                |
| Star Wars Adventures: Tales from Vader's Castle nº 1–5                          | October 2018                |
| Star Wars Adventures: Destroyer Down nº 1–3                                     | Novembre 2018 – Gener 2019  |
| Star Wars Adventures: Flight of the Falcon one-shot                             | Gener 2019                  |
| Star Wars Adventures: Return to Vader's Castle nº 1–5                           | Octubre 2019                |
| Star Wars Adventures: Shadow of Vader's Castle one-shot                         | Novembre 2020               |
| Star Wars Adventures: Ghosts of Vader's Castle nº 1–5                           | Setembre – octubre 2021     |
| Star Wars: The High Republic Adventures: Galactic Bake-Off Spectacular one-shot | Gener 2022                  |

### Retorn a Dark Horse (des de 2022)
El 18 de novembre de 2021, es va anunciar que Dark Horse Comics tornaria a publicar còmics Star Wars a partir del segon trimestre de 2022. Això inclouria una nova línia de còmics i novel·les gràfiques per a totes les edats. En un article de seguiment. StarWars.com va revelar que les primeres entrades a la narració moderna de Dark Horse serien Star Wars: Hyperspace Stories (publicat a partir del 10 d'agost de 2022) i Star Wars: Tales From the Rancor Pit (des del 19 d'octubre de 2022) - ambdues sèries segueixen un format d'antologia per a totes les edats.
La primera entrada de Dark Horse a l'era de la línia de temps de Star Wars The High Republic es va anunciar a l'Star Wars Celebration d'Anaheim 2022. La declaració a l'Star Wars Celebration va consistir en un anunci de la creació per part de Dark Horse d'una nova sèrie de Star Wars The High Republic: Adventures, el primer número de la qual es titularia The Nameless Terror.
L'editor també va publicar una edició recopilada dels còmics de Star Wars Rebels de la revista Star Wars: Rebels Magazine, el 16 d'agost de 2022.